# Санчес-Альборнос, Клаудио
Кла́удио Са́нчес-Альборно́с и Мендуи́нья (исп. Claudio Sánchez-Albornoz y Menduiña; 7 апреля 1893, Мадрид — 8 июля 1984, Авила) — испанский историк-медиевист и политический деятель.

## Биография
Получил степень лиценциата философии и литературы в 1913 году с отличием, защитил докторскую диссертацию в 1914 году в Мадридском университете на тему «Монархия Астурии, Леона и Кастилии в VIII—XIII веках».
В 1926 году был принят в Королевскую академию истории, занимал должность Ректора Центрального университета в 1932—1934 годах.
Депутат от Авилы в 1931—1936 годах, министр иностранных дел в 1933 году, вице-президент Кортесов в 1936 году, советник по публичному образованию в 1931—1933 годах, посол в Лиссабоне с 1933 года.
Во время гражданской войны в Испании эмигрировал в Аргентину, где стал профессором Университета в Мендосе и Университета Буэнос-Айреса. Основал в Аргентине Институт истории Испании и журнал «Cuadernos de Historia de España».
Дискутировал с Америко Кастро о «сущности Испании».
С марта 1962 по февраль 1971 года — председатель правительства Испанской республики в изгнании.
После смерти Франсиско Франко в 1976 году вернулся в Испанию, где провёл 2 месяца, и вернулся в Буэнос-Айрес.
С 1983 года окончательно поселился в городе Авила.

## Избранные публикации
- Estampas de la vida en León hace mil años, Madrid, 1926.
- En torno a los orígenes del feudalismo. Mendoza, 1942.
- Ruina y extinción del municipio romano en España e instituciones que lo reemplazan. Buenos Aires, 1943.
- España y el Islam. Buenos Aires, 1943
- El Ajbar Maym’a. Problemas historiográficos que suscita. Buenos Aires, 1944.
- El «Stipendium» hispano-godo y los orígenes del beneficio prefeudal. Buenos Aires, 1947.
- España, un enigma histórico. Buenos Aires, 1957.
- Españoles ante la historia. Buenos Aires, 1958.
- De ayer y de hoy. Madrid, 1958.
- La España Musulmana. Buenos Aires, 1960
- Estudios sobre las instituciones medievales españolas. México, 1965.
- Despoblación y repoblación en el Valle del Duero. Buenos Aires, 1966.
- Investigaciones sobre historiografía hispana medieval (siglos VIII al XIII). Buenos Aires, 1967.
- Investigaciones y documentos sobre las instituciones hispanas. Santiago de Chile, 1970.
- Miscelánea de estudios históricos. León, 1970.
- Orígenes de la nación española. Estudios críticos sobre la Historia del reino de Asturias. Oviedo, t. I: 1972, t. II: 1974, t. III: 1975.
- Del ayer de España. Trípticos históricos. Madrid, 1973.
- Ensayos sobre Historia de España. Madrid, 1973.
- Vascos y navarros en su temprana historia. Madrid, 1974.
- El Islam de España y el Occidente. Madrid, 1974.
- Mi testamento histórico político. Barcelona, 1975.
- Viejos y nuevos estudios sobre las instituciones medievales españolas. Madrid, 1976.
- El régimen de la tierra en el reino asturleonés hace mil años. Buenos Aires, 1978.
- El reino asturleonés (722—1037). Sociedad, Economía, Gobierno, Cultura y Vida. Historia de España Menéndez Pidal, t. VII, vol. 1, Madrid, 1980.
- Estudios sobre Galicia en la temprana Edad Media. La Coruña, 1981.
- Orígenes del Reino de Pamplona. Su vinculación con el Valle del Ebro. Pamplona, 1981.
- La Edad Media española y la empresa de América. Madrid, 1983.
- Santiago, hechura de España. Estudios Jacobeos. Prólogo de José-Luis Martín. Ávila, 1993.

## Признание
Член Королевской исторической академии. Большой крест Ордена Карлоса III (1983). Премия принца Астурийского (1984).